# Milan Graf
Prof. Milan Graf (Koprivnica, 24. lipnja 1892. – Zagreb, 2. listopada 1975.) hrvatski nogometaš židovskog podrijetla, prvi hrvatski međunarodni nogometni sudac i istaknuti novinar.

## Nogometaš i športski djelatnik
Bio je nogometaš zagrebačkog Građanskog i bečkog Rapida, te predsjednik Nogometne sekcije Hrvatskog športskog saveza (1918.). Osnivač je stručne organizacije naših nogometnih sudaca 1919. godine i član austrijskog sudačkog kolegija. U zagrebačkom Građanskom bio je vođa nogometne sekcije. Vodio je Jugoslavensku nogometnu reprezentaciju na Olimpijske igre u Pariz 1924. godine. Od 1919. godine do 1941. godine bio je član Jugoslavenskog olimpijskog odbora.

## Novinar
Bio je glavni urednik Sportskih novina (1919. – 1929.), suradnik u Zagrebačkom športskom listu (1921. – 1928.), suradnik Sporta iz Züricha i mnogih drugih inozemnih novina i časopisa.